# Seznam nemških hokejistov na travi
Seznam nemških hokejistov na travi.

## A
- Clemens Arnold

## B
- Britta Becker
- Stefan Blöcher
- Dirk Brinkmann
- Ulrich Bubolz

## D
- Heiner Dopp

## E
- Björn Emmerling

## F
- Hans-Henning Fastrich
- Carsten Fischer
- Volker Fried

## G
- Michael Green (hokejist na travi)

## H
- Horst-Ulrich Hänel

## K
- Andreas Keller
- Carsten Keller
- Erwin Keller

## M
- Marlinda Massa

## P
- Michael Peter

## R
- Christopher Reitz
- Wolfgang Rott

## S
- Justus Scharowsky
- Rainer Seifert
- Wolfgang Strödter
- Eckart Suhl

## T
- Eduard Thelen
- Ursula Thielemann
- Peter Trump

## V
- Uli Vos

## Z
- Julia Zwehl